# Les Thunderman
Ne doit pas être confondu avec Thunderbirds (série télévisée d'animation).
Les Thunderman (The Thundermans) est une sitcom américaine en 104 épisodes de 23 minutes créée par Jed Spingarn, diffusée entre le 14 octobre 2013 et le 25 mai 2018 sur Nickelodeon.
Elle est diffusée en France depuis le 1er septembre 2014 sur Nickelodeon France, depuis le 25 décembre 2017 sur Gulli et depuis le 31 décembre 2018 sur Nickelodeon Teen.
Un film intitulé Le Retour des Thunderman est annoncé pour 2024, ainsi qu'une série dérivée Les Thunderman : Incognito avec la même distribution, il est également écrit et produit par Jed Spingarn. Le film suit la continuité des événements de la sitcom. Sa diffusion est prévue le 31 mars 2024 sur Nickelodeon France, depuis le 1er juin 2024 sur Nickelodeon Teen.

## Synopsis
Les Thunderman sont une famille de super-héros ayant chacun des pouvoirs différents. Ils sont venus de Metroville pour emménager dans la ville fictive d'Hiddenville, en Floride et y vivre une vie normale. La série se concentre principalement sur les jumeaux, Phoebe et Max, tous deux âgés de 16 ans et ayant les mêmes pouvoirs.

## Distribution
Sauf indication contraire, les informations mentionnées dans cette section peuvent être confirmées par les bases de données cinématographiques  présentes dans la section « Liens externes ».

### Personnages principaux
- Kira Kosarin (VFB : Sophie Frison) : Phoebe Thunderman, la grande sœur
- Jack Griffo (VFB : Alexis Flamant) : Max Thunderman, le grand frère
- Addison Riecke (VFB : Alayin Dubois) : Nora Thunderman, la petite sœur
- Diego Velazquez (VFB : Arthur Dubois) : Billy Thunderman, le petit frère
- Chris Tallman (VFB : Martin Spinhayer) : Hank Thunderman, le père
- Rosa Blasi (VFB : Sophie Landresse) : Barbra Thunderman, la mère
- Maya Le Clark (VFB : Achille Dubois puis Noa Lecot) : Chloé Thunderman, la dernière née de la famille
- Dana Snyder (en) (VFB : Benoît Van Dorslaer) : Dr Colosso, génie du mal transformé en lapin domestique

### Personnages récurrents
- Audrey Whitby (VFB : Claire Tefnin) : Cherry Seinfield, la meilleure amie de Phoebe
- Helen Hong (VFB : Cécile Florin) : Mme Wong, la voisine, patronne de pizzeria, patronne du "Splatburger"
- Jeff Meacham : Principal Bradford
- Ryan Newman (VFB : Audrey d'Hulstère) : Allison
- Harvey Guillén (VFB : Aurélien Ringelheim) : cousin Blobbin
- Daniele Gaither (en) (VFB : Fabienne Loriaux) : Super-Présidente Tapedure (Kickbutt en VO)
- Barrett Carnahan (VFB : Xavier Percy) : Lincoln « Link » Evilman, fils de l'ancien antagoniste "Mike Evilman", petit-ami de Phoebe
- Eric Allan Kramer (VFB : Nicolas Matthys) : Mike Evilman, l'ancien antagoniste devenu vendeur de matelas
- Marc Goldman (VFB : Jean-Baptiste Goudar) : Sam Thunderman, le père de Hank
- Jerry Niles : Michael Thunderman, le frère de Hank
- Teala Dunn : Kelsey, une amie de Phoebe

## Production

### Développement
Le 3 août 2012, Nickelodeon a annoncé que la série est l'une de ses prochaines séries en live-action.
Le 20 décembre 2013, la série a été renouvelée pour une deuxième saison. Cette dernière a été diffusée le 13 septembre 2014.
Le 4 mars 2015, la série a été renouvelée pour une troisième saison. La troisième saison a été diffusée le 27 juin 2015.
Le 2 mars 2016, la série a été renouvelée pour une quatrième saison, qui a été diffusée le 22 octobre 2016. Nickelodeon a commandé six épisodes supplémentaires pour la quatrième saison de la série le 16 mai 2017, ce qui portera la série à plus de 100 épisodes.
Le 27 juillet 2017, Nickelodeon a publié une déclaration, indiquant que la série a terminé sa production après 4 saisons et 103 épisodes,.

### Tournage
Le tournage a commencé à la mi-février 2012 et des figurants ont été sélectionnés à cette époque et tout au long de la production aux studios Paramount à Los Angeles. Son court-métrage a été tourné en octobre 2012.

### Fiche technique
Sauf indication contraire, les informations mentionnées dans cette section peuvent être confirmées par les bases de données cinématographiques  présentes dans la section « Liens externes ».
- Titre original : The Thundermans
- Titre français : Les Thunderman
- Création : Jed Spingarn
- Réalisation : Multiple
- Scénario : Multiple
- Musique : Ron Wasserman
  - Thème d'ouverture : Livin' a Double Life
- Production : Patty Gary-Cox
  - Production exécutive : Jed Spingarn, Dan Cross, David Hoge, Sean Cunningham, Marc Dworkin, Agustín Matus
- Sociétés de production : Hoge Cross Productions (saison 1 à 3), Dworkingham Productions (saison 4), Nickelodeon Productions
- Société(s) de distribution : Nickelodeon
- Pays de production :  États-Unis
- Langue originale : Anglais
- Format : couleur - 1080i (HDTV) - stéréo
- Genre : sitcom, super-héros
- Durée : 23 minutes
- Diffusion[Quoi ?] : États-Unis, Québec, France
- Certification : tout public

## Épisodes
(juin 2022).
| Saison | Saison  | Épisodes | États-Unis        | États-Unis      | France             | France            |
| Saison | Saison  | Épisodes | Début de saison   | Fin de saison   | Début de saison    | Fin de saison     |
| ------ | ------- | -------- | ----------------- | --------------- | ------------------ | ----------------- |
|        | 1       | 20       | 14 octobre 2013   | 14 juin 2014    | 1er septembre 2014 | 26 septembre 2014 |
|        | 2       | 26       | 13 septembre 2014 | 28 mars 2015    | 9 février 2015     | 25 février 2016   |
|        | 3       | 26       | 27 juin 2015      | 10 octobre 2016 | 29 février 2016    | 31 mars 2017      |
|        | 4       | 32       | 22 octobre 2016   | 25 mai 2018     | 3 avril 2017       | 22 septembre 2018 |
|        | Spécial | Spécial  | 4 décembre 2017   | 4 décembre 2017 | 22 mai 2018        | 22 mai 2018       |

### Saison 1 (2013-2014)
| No | #  | Titre français                       | Titre original                | Première diffusion | Code prod. |
| -- | -- | ------------------------------------ | ----------------------------- | ------------------ | ---------- |
| 1  | 1  | Super baby-sitting en folie          | Adventures in Supersitting    | 14 octobre 2013    | 101        |
| 2  | 2  | Phoebe versus Max                    | Phoebe Vs Max                 | 2 novembre 2013    | 104        |
| 3  | 3  | Le Dîner                             | Dinner                        | 9 novembre 2013    | 102        |
| 4  | 4  | La Compétition                       | Report Card                   | 16 novembre 2013   | 103        |
| 5  | 5  | Un jour sans cours                   | Ditch Day                     | 23 novembre 2013   | 107        |
| 6  | 6  | C'est un travail pour les Thunderman | It's A Job For The Thunderman | 30 novembre 2013   | 109        |
| 7  | 7  | L'Invitée du weekend                 | Weekend Guest                 | 7 décembre 2013    | 106        |
| 8  | 8  | Président Thunderman                 | You Stole My Finger, Man      | 7 décembre 2013    | 113        |
| 9  | 9  | Les Savants Fous                     | The Mad Scientists            | 4 janvier 2014     | 105        |
| 10 | 10 | Le Vandale du quartier               | Crime After Crime             | 11 janvier 2014    | 112        |
| 11 | 11 | La Comète d'Achille                  | Going Wonkers                 | 8 février 2014     | 110        |
| 12 | 12 | L'amour déplace des voitures         | Restaurant Crashers           | 15 février 2014    | 111        |
| 13 | 13 | Le Pouvoir d'anticipation            | Thundersense                  | 15 mars 2014       | 114        |
| 14 | 14 | Phoebe et son clone                  | Phoebe's A Clone Now          | 15 mars 2014       | 108        |
| 15 | 15 | Un drôle d'anniversaire              | Have an Ice Birthday          | 22 mars 2014       | 115        |
| 16 | 16 | Une super soirée pyjama              | Nothing To Lose Sleepover     | 26 avril 2014      | 117        |
| 17 | 17 | L'Audition                           | Pretty Little Choirs          | 3 mai 2014         | 118        |
| 18 | 18 | C'est grave, docteur Thunderman ?    | Paging Dr Thunderman          | 3 mars 2014        | 119        |
| 19 | 19 | En avant pour les vacances           | Up, Up And Vacay !            | 31 mai 2014        | 116        |
| 20 | 20 | Pas de A pour papa                   | Breaking Dad                  | 14 juin 2014       | 120        |

### Saison 2 (2014-2015)
Le 20 décembre 2013, la série a été renouvelée pour une deuxième saison, diffusée depuis le 13 septembre 2014. En France elle est diffusée depuis le 9 février 2015 sur Nickelodeon France.
| No   | #  | Titre français                                                           | Titre original                  | Première diffusion | Code prod. |
| ---- | -- | ------------------------------------------------------------------------ | ------------------------------- | ------------------ | ---------- |
| 21   | 1  | Le Thunder-van                                                           | Thunder Van                     | 13 septembre 2014  | 203        |
| 22   | 2  | Quatre super-héros et un bébé                                            | Four Supes and a Baby           | 20 septembre 2014  | 201        |
| 23   | 3  | Max et ses sbires                                                        | Max's Minions                   | 27 septembre 2014  | 205        |
| 24   | 4  | Phoebe la rebelle                                                        | Phoebe Will Rock You            | 4 octobre 2014     | 208        |
| 2526 | 56 | Les Thunderman hantés (cross-over avec Trois fantômes chez les Hathaway) | Haunted Thunderman              | 11 octobre 2014    | 212        |
| 27   | 7  | Ça déchire grave!                                                        | Shred It Go                     | 1er novembre 2014  | 207        |
| 28   | 8  | L'inspecteur bleu mène l'enquête                                         | Blue Detective                  | 8 novembre 2014    | 217        |
| 29   | 9  | Pompons, pizzas et félins                                                | Cheer and Present Danger        | 15 novembre 2014   | 202        |
| 30   | 10 | Talent caché                                                             | Change of Art                   | 22 novembre 2014   | 204        |
| 31   | 11 | Joyeux Noël, Max !                                                       | Winter Max                      | 29 novembre 2014   | 215        |
| 32   | 12 | C'est pas bien d'avoir des parents ados                                  | Parents Just Don't Thunderstand | 24 janvier 2015    | 206        |
| 33   | 13 | Les Evilman                                                              | Meet the Evilmans               | 23 février 2015    | 216        |
| 34   | 14 | Une amitié indésirable                                                   | The Neverfriending Story        | 24 février 2015    | 211        |
| 35   | 15 | Max Swan                                                                 | You've Got Fail                 | 25 février 2015    | 210        |
| 36   | 16 | Max Thunder-Slam                                                         | Double Trouble                  | 26 février 2015    | 220        |
| 37   | 17 | Qui es-tu, maman ?                                                       | Who's Your Mommy                | 2 mars 2015        | 213        |
| 38   | 18 | La Course de rats                                                        | The Amazing Rat Race            | 3 mars 2015        | 214        |
| 39   | 19 | Un anniversaire presque parfait                                          | Mall Time Crooks                | 4 mars 2015        | 209        |
| 40   | 20 | L'habit ne fait pas le Max                                               | It's Not What You Link          | 5 mars 2015        | 221        |
| 41   | 21 | La Cape de super-héros                                                   | Cape Fear                       | 9 mars 2015        | 222        |
| 42   | 22 | Devoir de journaliste                                                    | Call of Lunch Duty              | 10 mars 2015       | 223        |
| 43   | 23 | Un tube du tonnerre                                                      | One Hit Thunder                 | 11 mars 2015       | 224        |
| 44   | 24 | Chinoiserie en tout genre                                                | The Girl with the Dragon Snafu  | 25 mars 2015       | 225        |
| 4546 | 25 | Un héros est né                                                          | A Hero Is Born                  | 28 mars 2015       | 218219     |

### Saison 3 (2015-2016)
Le 4 mars 2015, la série a été renouvelée pour une troisième saison, diffusée depuis le 27 juin 2015. En France elle est diffusée depuis le 29 février 2016 sur Nickelodeon France.
| No   | #    | Titre français                 | Titre original               | Première diffusion | Code prod. |
| ---- | ---- | ------------------------------ | ---------------------------- | ------------------ | ---------- |
| 47   | 1    | Phoebe contre Max, la revanche | Phoebe vs. Max: The Sequel   | 27 juin 2015       | 302        |
| 48   | 2    | La Corde sensible              | On The Straight and Arrow    | 11 juillet 2015    | 301        |
| 49   | 3    | Écrase, l'insecte !            | Why You Buggin?              | 18 juillet 2015    | 303        |
| 50   | 4    | Mauvaises fréquentations       | Exit Stage Theft             | 25 juillet 2015    | 304        |
| 51   | 5    | Le Manège de la discorde       | Are You Afraid of the Park?  | 30 septembre 2015  | 305        |
| 52   | 6    | Le mal ne dort jamais          | Evil Never Sleeps            | 7 octobre 2015     | 306        |
| 53   | 7    | Doubles jeux                   | Doppel-Gamers                | 14 octobre 2015    | 308        |
| 54   | 8    | Coup de pousse                 | Floral Support               | 21 octobre 2015    | 309        |
| 55   | 9    | Le Bandeau de pirate           | Patch Me If You Can          | 28 octobre 2015    | 310        |
| 56   | 10   | Super-Collant                  | Give Me a Break-Up           | 4 novembre 2015    | 307        |
| 57   | 11   | Mentor mentor                  | No Country for Old Mentors   | 11 novembre 2015   | 312        |
| 58   | 12   | Guerre et Paix                 | Date Expectations            | 18 novembre 2015   | 311        |
| 59   | 13   | La Soirée jeu                  | He Got Game Night            | 13 février 2016    | 315        |
| 60   | 14   | Embrasse-moi, Nate             | Kiss Me Nate                 | 2 avril 2016       | 316        |
| 61   | 15   | Une journée de chien           | Dog Day After-School         | 4 juin 2016        | 318        |
| 62   | 16   | Incorrigible Farceur           | Original Prankster           | 11 juin 2016       | 321        |
| 63   | 17   | Aspiré par le vide             | Chutes and Splatters         | 25 juin 2016       | 323        |
| 64   | 18   | Tout oublier                   | I'm Gonna Forget You, Sucka  | 9 juillet 2016     | 317        |
| 65   | 19   | Rencontre avec les parents     | Beat the Parents             | 16 juillet 2016    | 326        |
| 66   | 20   | Coup de foudre au fast-food    | Can't Spy Me Love            | 23 juillet 2016    | 322        |
| 67   | 21   | Phoebe des Bois                | Robin Hood: Prince Of Phoebe | 30 juillet 2016    | 325        |
| 68   | 22   | Tante Mandy                    | Aunt Misbehavin'             | 6 août 2016        | 319        |
| 69   | 23   | L'Arroseur arrosé              | Stealing Home                | 13 août 2016       | 324        |
| 70   | 24   | Rentrée senSASS                | Back To School               | 13 août 2016       | 320        |
| 7172 | 2526 | Une révélation explosive       | Thunderman: Secret Revealed  | 10 octobre 2016    | 313314     |

### Saison 4 (2016-2018)
Le 2 mars 2016, la série a été renouvelée pour une quatrième saison, diffusée depuis le 22 octobre 2016. En France elle est diffusée depuis le 3 avril 2017 sur Nickelodeon France.
| No     | #    | Titre français                         | Titre original                  | Première diffusion | Code prod. |
| ------ | ---- | -------------------------------------- | ------------------------------- | ------------------ | ---------- |
| 73     | 1    | Joyeux Héroween                        | Happy Heroween                  | 22 octobre 2016    | 405        |
| 7475   | 23   | La Rançon de la gloire                 | Thunderman: Banished!           | 19 novembre 2016   | 403404     |
| 76     | 4    | L'esprit d'équipe, c'est fantastique ! | Smells Like Team Spirit         | 7 janvier 2017     | 402        |
| 77     | 5    | Le Crimoracle                          | Max to the Future               | 14 janvier 2017    | 406        |
| 78     | 6    | Un mariage Colossal                    | Better Off Wed                  | 21 janvier 2017    | 407        |
| 79     | 7    | T-Rex et clubs de golf                 | Parks & T-Rex                   | 28 janvier 2017    | 409        |
| 80     | 8    | L'Arbre-cœur                           | Date of Emergency               | 4 février 2017     | 401        |
| 81     | 9    | Orange is the New Max                  | Orange is the New Max           | 18 février 2017    | 411        |
| 82     | 10   | Le Groupe de rock                      | Ditch Perfect                   | 25 février 2017    | 408        |
| 83     | 11   | Que la force Z soit avec vous          | May Z-Force Be With You         | 4 mars 2017        | 410        |
| 84     | 12   | Déboires en cascade                    | 21 Dump Street                  | 3 juin 2017        | 414        |
| 85     | 13   | Super ce héros !                       | Super Dupers                    | 10 juin 2017       | 415        |
| 86     | 14   | Au bord du chaos                       | Come What Mayhem                | 17 juin 2017       | 418        |
| 8788   | 1516 | Enfer au Paradis                       | Thunder in Paradise             | 24 juin 2017       | 420421     |
| 89     | 17   | Un twist dans le passé                 | Save the Past Dance             | 18 novembre 2017   | 427        |
| 90     | 18   | Mentors menteurs                       | Z's All That                    | 6 janvier 2018     | 417        |
| 91     | 19   | Un amour un peu trop envahissant       | Can't Hardly Date               | 13 janvier 2018    | 430        |
| 92     | 20   | La Revanche de Smith                   | Revenge of the Smith            | 20 janvier 2018    | 416        |
| 93     | 21   | Mensonge en terrain glissant           | Nowhere to Slide                | 27 janvier 2018    | 424        |
| 94     | 22   | Amour ou amitié                        | Significant Brother             | 3 février 2018     | 419        |
| 95     | 23   | Dj Colosso                             | Rhythm n' Shoes                 | 17 février 2018    | 423        |
| 96     | 24   | Des supers grands-parents              | Make It Pop Pop                 | 24 février 2018    | 431        |
| 97     | 25   | Un acolyte, ça se mérite               | Side-kicking and Screaming      | 3 mars 2018        | 425        |
| 98     | 26   | Billy et la chocolaterie               | Cookie Mistake                  | 10 mars 2018       | 426        |
| 99     | 27   | Les Hommes du Thunder-Président        | All the President's Thunder-Men | 17 mars 2018       | 432        |
| 100    | 28   | Adieu autorité, bonjour calamité       | Mad Max Beyond Thunderhome      | 25 mai 2018        | 428        |
| 101    | 29   | Le Centième                            | The Fingredth                   | 25 mai 2018        | 429        |
| 102    | 30   | Héros en boucle                        | Looperheroes                    | 25 mai 2018        | 422        |
| 103104 | 3132 | Les Thunder Games                      | The Thunder Games               | 25 mai 2018        | 412413     |

### Spécial (2017)
| No    | # | Titre français                    | Titre original         | Première diffusion |
| ----- | - | --------------------------------- | ---------------------- | ------------------ |
| Spéc. | 1 | L'Annonce des 4 derniers épisodes | The Final Four Preview | 25 mai 2018        |

## Série dérivée
Le 16 mai 2024, Nickelodeon a annoncé que la nouvelle série dérivée sortirait en première début 2025, aux États-Unis, avec comme titre : Les Thunderman : Incognito. La série est constituée des acteurs de Kira Kosarin, de Maya LeClark et de Jack Griffo, qui reprennent les rôles principaux. La saison 1 est constituée de 13 épisodes.

## Univers de la série

### Personnages

#### Personnages principaux
- Phoebe Thunderman est la jumelle de Max et la grande sœur de Billy, Nora et Chloé. Son pseudo de super-héroïne est Thunder Girl. Elle est très responsable, une élève directe, et essaie de respecter la règle de « pas de pouvoirs ». Elle maîtrise la télékinésie, la congélation et la respiration thermique. Elle développe plus tard, ainsi que son jumeau Max, une nouvelle capacité appelée Anticipation, qui l'avertit d'un danger imminent. Plus tard, elle s'entraînera pour devenir un super-héros et devient officiellement Thunder Girl et obtiendra sa cape et rentrera dans la Force Z. Au début de la série, Phoebe a 16 ans et 19 ans à la fin. Elle est née le 28 mars 1997.
- Max Thunderman, jumeau de Phoebe est à la fois héros et l'anti-héros de la série. Il est le frère aîné de Billy, Nora et Chloé. Max a toujours voulu devenir un super-vilain tout au long de la série, même si la plupart du temps, il se laisse convaincre par Phoebe. Sa chambre au sous-sol sert de repaire d'expériences et y garde le Dr Colosso, un super génie du mal transformé en lapin. Il a les mêmes super-pouvoirs que Phoebe, et comme sa sœur jumelle, il a 16 ans au début de la série et 19 ans à la fin. Il est né le 28 mars 1997.
- Billy Thunderman est le deuxième fils des Thunderman. Il est le petit frère énergétique de Phoebe et Max et le frère aîné de Nora et Chloé. Contrairement à Nora, il est tout enfantin, très naïf et ne sait surtout pas garder un secret. Son super-pouvoir est la super-vitesse. Dans un épisode, il a été révélé que Barbra a donné naissance à Billy dans l'air alors que son mari la transportait dans un hôpital, ce qui implique que Billy a probablement frappé sa tête après sa naissance, ce qui explique probablement pourquoi il n'est parfois pas intelligent. Il a 10 ans au début de la série et 13 ans à la fin. Son pseudo de super-héros est :  Kid Quick. Il est né le 5 juillet 2003.
- Nora Thunderman est la troisième plus jeune de la famille Thunderman et la sœur cadette malicieuse de Phoebe, Max et Billy ainsi que la sœur aînée de Chloé. Son super-pouvoir est la vision au laser. Manipulatrice, intelligente et assez capricieuse. Elle a 8 ans au début de la série et 11 ans à la fin. Et reste très attachée à Billy dans n'importe quelle situation. Son pseudo de super héroïne est : Laser girl. Elle est née le 14 mai 2005.
- Hank Thunderman est l'époux de Barbra et père de Phoebe, Max, Billy, Nora et Chloé. Son pseudo de super-héros est Thunder Man. Ses super-pouvoirs sont la super-force et le vol. Hank essaye de mettre sa carrière de super-héros entre parenthèses afin de donner à ses enfants une vie stable et normale, mais il utilise encore ses pouvoirs pour voler vers des endroits à travers le monde. Très gourmand, il raffole des sucreries et joue parfois le rôle d'enfant dans la famille. Il lui arrive parfois d'accorder plus d'attention sur autre chose comme ses trophées plutôt que sur sa famille.
- Barbra Thunderman est l'épouse de Hank et mère de Phoebe, Max, Billy, Nora et Chloé. Son pseudo de super-héroine est Electress. Le super-pouvoir de Barbra est de contrôler l'électricité et l'éclairage. Contrairement à son mari, elle est tout à fait capable de laisser derrière elle sa vie de super-héroïne. Cependant, elle est d'accord avec Hank, que Max passe par une «passade» super-vilain qui doit se terminer rapidement.
- Chloé Thunderman (récurrente dans la saison 3, principale dans la saison 4) elle a 1 ans et est le plus jeune enfant Thunderman et la sœur de Phoebe, Max, Billy et Nora. Chloé est arrivée dans la famille dans "Un héros est né". Le super-pouvoir de bébé de Chloé était de faire des bulles, elle développe en grandissant le super-pouvoir de la téléportation dont elle a tendance à abuser. Elle a 5 ans dans la saison 3 et 6 ans dans la saison 4. Son pseudo de super-héroine est Thunder Baby.

#### Personnages secondaires
- Cherry Seinfeld est la meilleure amie de Phoebe qui est pétillante, experte en technologie et obscène. Elle était auparavant inconsciente des superpuissances de la famille, en les apprenant dans "Un héros est né".
- Dr Arthur Colosso est l'un des plus grands méchants du monde de la Ligue des Super-Vilains. C'était un savant fou et l'un des anciens ennemis de Hank jusqu'à ce qu'il soit transformé en lapin en utilisant l'Animaliseur alors qu'il ciblait Hank et Barbra afin de gâcher leur mariage. Il est conservé dans la chambre de Max. Il est montré que Dr Colosso aime surtout Max. Dans "Un héros est né", le Dr Colosso a été temporairement retourné à sa forme humaine afin qu'il puisse obtenir un prix qui était en réalité un complot par les autres méchants King Krab, Lady Web et Scalestro pour le faire expulser en raison de son inactivité dans la Ligue des Super-Vilains. Sa marionnette est interprétée par Stephen Chiodo, Edward Chiodo et Charles Chiodo où ils ont été aidés par Kevin Carlson.
- Blobbin est le copain du millionnaire décédé de Barbra, l'oncle Wilfred et le cousin des enfants des Thunderman. Dans son testament, Wilfred a laissé son énorme fortune et son manoir pour Blobbin et il est devenu riche. Il est très sensible et est, en même temps, extrêmement dévoué à la famille et aide habituellement les Thunderman de la manière qu'il peut. Il adopte un chien nommé Doggin dans l'épisode "C'est pas bien d'avoir des parents ados".
- Olympia Wong est la propriétaire d'une pizzeria, le «Wong's Pizza Palace» et d’un fast-food, le « Splatburger ». Elle est grincheuse, et ne témoigne presque jamais d'affection surtout envers les Thunderman. Dans ses débuts, Phoebe et Max occupent des emplois dans son restaurant, mais finissent par être renvoyés après avoir détruit par inadvertance sa cuisine, ce qui déclenche son mépris pour les jumeaux et leur famille. Dans "Une révélation explosive", elle expose les Thunderman aux gens de Hiddenville. Dans "La rançon de la gloire", son fast-food est accidentellement détruit par les tentatives de Phoebe et Max d'arrêter une explosion. Elle l'a reconstruit plus tard seulement pour Candi Falconman à travers son toit. Elle est parmi les résidents de Hiddenville à se faire berner par le faux dépannage de la Super-Présidente Tapedur sur les Thunderman.
- Oyster est un garçon guitariste dans le nouveau groupe de Max à partir de "Phoebe la rebelle". Il adore ses guitares, au point d'écrire des chansons et des poèmes sur elles.
- Gideon est un garçon dans le groupe de Max. Il joue du piano électrique et s'est mis en tête de sortir avec toutes les filles du lycée.
- Madison Robetson est la majorette du lycée d'Hiddenville. Elle est à la tête de l'équipe de majorette et demande souvent des chats d'acclamations avec les autres pompiers et des "conseils de guerre". C'est aussi l'une des filles les plus populaires du lycée.
- Wolfgang est un joueur de batterie allemand (il ne parle que sa langue maternelle) du groupe Max. Il est là pour un programme d'échange.
- Sarah est une fille qui a également un écrasement obsessionnel sur Max. C'est une des amies de Phoebe.
- Dan Bradford est le principal du lycée d'Hiddenville. Il est sérieux, sévère et adore coller ses élèves. C'est la personne que Max préfère tromper et c'est la raison pour laquelle le principal le déteste tant (comme tous les élèves).
- Maddy est membre de l'équipe de majorette de Madison qui est l'une des amis de Phoebe. Elle sort durant quelques épisodes avec Max.
- Link Evilman est le petit-ami de Phoebe et le fils de l'ancien ennemi super-vilain de Hank, Mike Evilman. Son super-pouvoir est l'élasticité. Il déménage à Hiddenville avant de rentrer à Metroville car Il est admi dans la ligue des super héros. Contrairement à son père, il est un super héros.
- Evelyne Tapedur est la super-présidente de la Ligue des héros. Elle avertit les Thunderman de tous les super-vilains de la région et présente également des super-héros qui ont obtenu leur diplôme de l'Académie de la Ligue des héros leurs capes. Elle est sérieuse et pointilleuse. Elle a la mauvaise habitude de raccrocher au milieu d'un appel. Elle a une fille, Simone, une adolescente un peu trop indépendante.
- Lord-Chaos est un méchant dangereux à la mode, qui est un membre d'élite de la Ligue des Vilains. Il était responsable à l'origine de Mike Evilman. Max l'idolâtre dans l'épisode "Une révélation explosive" avant de devenir un super-héros.
- Allison est une fille du lycée d'Hiddenville qui s'investit dans toutes les causes sociales. Elle est la petite amie de Max jusqu'à l'épisode "Déboires et cascades" ou elle lui envoie un message et lui dit qu'elle le quitte car elle préfère la Terre.
- Le Spectre Vert est un fantôme maléfique qui a failli conquérir le monde mais Hank l’en a empêché. 20 ans plus tard il sera accidentellement délivré par Louie et Miles; Hank sera obligé de sortir de sa retraite pour le capturer à nouveau. Il réussira à posséder Phoebe Thunderman, et jure de se débarrasser de Hank et de régner sur le monde. Il a failli tuer Hank mais sera expulsé du corps de Phoebe par Miles. Il sera définitivement vaincu lorsque Ray et Miles l’empêcheront de se servir de ses pouvoirs. Il sera gelé par Phoebe et Max, et sera renvoyé en prison fantôme. Il est le super-méchant le plus dangereux et le plus puissant de la série en raison de ses capacités et de ses compétences de fantômes. On apprend également que s'il combinait ses pouvoirs de fantômes à ceux d’un super-héros, il serait impossible à arrêter.

## Accueil
AlloCiné attribue une note de 3,5 sur 5 à la série. D'après AlloCiné, Les Thunderman est devenue la série no 4 de Nickelodeon en 2016 puis sortie du podium en février 2021.

### Audiences (États-Unis)
| Saison | Début de saison   | Début de saison | Début de saison | Fin de saison     | Fin de saison   | Fin de saison | Moyenne des téléspectateurs |
| Saison | Date de diffusion | Téléspectateurs | Réf.            | Date de diffusion | Téléspectateurs | Réf.          | Moyenne des téléspectateurs |
| ------ | ----------------- | --------------- | --------------- | ----------------- | --------------- | ------------- | --------------------------- |
| 1      | 14 octobre 2013   | 2 390 000       | [ 16 ]          | 14 juin 2014      | 2 160 000       | [ 17 ]        | 2 050 000                   |
| 2      | 13 septembre 2014 | 1 560 000       | [ 18 ]          | 28 mars 2015      | 2 180 000       | [ 19 ]        | 1 820 000                   |
| 3      | 27 juin 2015      | 2 420 000       | [ 20 ]          | 10 octobre 2016   | 2 430 000       | [ 21 ]        | 1 610 000                   |
| 4      | 22 octobre 2016   | 1 960 000       | [ 22 ]          | 25 mai 2018       | 1 390 000       | [ 23 ]        | 1 470 000                   |

- Meilleurs audiences de la série
- Faibles audiences de la série

### Distinctions
| Année | Événement                         | Catégorie                                             | Résultat   | Réf.   |
| ----- | --------------------------------- | ----------------------------------------------------- | ---------- | ------ |
| 2015  | Kids' Choice Awards Colombie      | Meilleur programme international                      | Nomination |        |
| 2016  | Kids' Choice Awards               | Meilleure série télévisée                             | Lauréat    | [ 24 ] |
| 2016  | British Academy Children's Awards | BAFTA Kids' Vote - Télévision                         | Nomination | [ 25 ] |
| 2016  | Kids' Choice Awards Argentine     | Meilleur programme international                      | Nomination |        |
| 2017  | Kids' Choice Awards               | Meilleure série télévisée - série préférée des jeunes | Nomination | [ 26 ] |
| 2017  | Kids' Choice Awards Mexique       | Meilleur programme international                      | Nomination |        |
| 2017  | Kids' Choice Awards Colombie      | Meilleur programme international                      | Nomination |        |
| 2017  | Kids' Choice Awards Argentine     | Meilleur programme international                      | Nomination |        |